# Шрёдер, Манфред
Манфред Роберт Шрёдер (12 июля 1926, Ален — 28 декабря 2009) — немецкий физик-теоретик, работал в области акустики.
Шрёдер в молодости был радиолюбителем и во время Второй мировой войны, в рядах военно-морского флота, служил в Нидерландах оператором радара. Шрёдер изучал математику (степень бакалавра, 1951) и физику в Гёттингенском университете, где получил докторскую степень в 1952 году (по теме распределения собственных частот в полостях). В 1954 году отправился в США. В последующие 15 лет работал в ATT Bell Laboratories в Мюррей-Хилл, Нью-Джерси (и по 1987 год был внешним консультантом). С 1958 по 1969 годы проводил исследования по акустике речи. В 1969 году он стал профессором в 3-м Физическом институте в Гёттингене. После смерти Эрвина Майера он стал директором института и вышел в отставку в 1991 году.
Он был известен как специалист по изучению акустики концертных залов, которые он улучшил специально разработанным на теоретико-числовых принципах диффузорах. Его первые рекомендации в этой области были для концертного зала Линкольн-центра в Нью-Йорке в 1962 году, где он и его коллеги разработали один из методов для измерения времени реверберации. В Bell Labs он также изобрел коды для сжатия данных (линейное кодирование с предсказанием, код линейного предсказания с возбуждением), которые сегодня нашли применение в мобильных телефонах, и имел дело с синтетической речью. Известен также как автор ряда книг (особенно в области теории чисел, степенных законов функции масштабирования во фракталы) с иллюстрированием и дидактическими навыками применения математики в различных областях. Шрёдер также увлекался компьютерной графикой.
Шрёдер был награждён Золотой медалью Американского акустического общества (1991), медалью Рэлея Британского института акустики (1987) и медалью Гельмгольца от Немецкого общества акустики (1995). В 2004 году он получил премию технологий Фонда Эдуарда Рейна. Он был членом Национальной академии наук Соединенных Штатов, Американской академии искусств и наук, Нью-Йоркской академии наук и Академии наук в Гёттингене.
Шрёдер получил 45 патентов.
Он был женат и имел троих детей.